# Forest-Montiers
Forest-Montiers (Nederlands: Vorstmunster) is een gemeente in het Franse departement Somme (regio Hauts-de-France) en telt 375 inwoners (2004). De plaats maakt deel uit van het arrondissement Abbeville.

## Geografie
De oppervlakte van Forest-Montiers bedraagt 10,2 km², de bevolkingsdichtheid is 36,8 inwoners per km².
De onderstaande kaart toont de ligging van Forest-Montiers met de belangrijkste infrastructuur en aangrenzende gemeenten.

## Demografie
Onderstaande figuur toont het verloop van het inwonertal (bron: INSEE-tellingen).